# كبلر-7b
كيبلر 7 بي (بالإنجليزية: Kepler-7b)‏ الذي يرمز له بالرمز KOI-97.01، هو كوكب خارج المجموعة الشمسية، في كوكبة القيثارة، يتبع Kepler-7.

## الاكتشاف
اكتشف في 4 يناير 2010، وكانت طريقة الاكتشاف طريقة العبور.